# Кабимас
Каби́мас (Cabimas) - город на северо-западе Венесуэлы, штат Сулия.
Население - 223 тыс. жителей (2001).
Крупный центр нефтедобычи и нефтепереработки.
Город расположен на восточном берегу озера Маракайбо, в 40 км юго-восточнее столицы штата Маракайбо.